# Gandelu
Gandelu es una comuna francesa situada en el departamento de Aisne, de la región de Alta Francia.

## Geografía
Está ubicada a 16 km al oeste de Château-Thierry.

## Demografía
| 365 | 326 | 291 | 346 | 537 | 641 | 678 | 689 |
| Para los censos de 1962 a 1999 la población legal corresponde a la población sin duplicidades (Fuente: INSEE [Consultar]) |     |     |     |     |     |     |     |